# Koža
Koža (lat. integumentum commune) je največji organ oziroma čutilo, ki varuje vse druge organe v organizmu. Po površini je največji organ, po teži pa najtežji. Pri odraslem človeku meri do 2 m² in tehta do 10 kg. Po funkciji je najbolj vsestranski organ. Služi za razmejitev telesa od okolice, kot ščit pred vplivi okolja, sredstvo sporazumevanja, regulacija temperature telesa, izmenjava snovi z okoljem, zaznavanje dotika, temperature, sintezo vitamina D ...
Ponekod je debelejša, drugod pa zelo tanka. Barva kože je odvisna od prekrvitve, količine pigmenta in debeline. V ožjem pomenu ločimo vrhnjico oziroma pokožnico (epidermis) in debelejšo usnjico. Koži pripada še podkožje, ki veže kožo na podlago.
H koži štejemo še lase in dlake, nohte ter žleze lojnice in znojnice.

## Zgradba kože

### Vrhnjica
Vrhnjica (ali epidermis) je zunanja plast in je iz večskladnega ploščatega epitelija. Je različno debela; najdebelejša je na dlani in podplatu. Osnovno plast celic imenujemo zarodna plast, ker v njej nastajajo vedno nove celice, ki se premikajo proti površni, poroženevajo in se luščijo (roževinasta plast). Celice te plasti vsebujejo pigment melanin, ki globlje dele kože ščiti pred ultravijoličnimi žarki. Na površini je poroženela plast sestavljena iz celic (korneocit), ki odmirajo; nimajo več jedra, vsebujejo pa beljakovino keratin. Ta plast ne prepušča vode, zato telo varuje pred izsušitvijo, zadržuje telesno toploto in tudi preprečuje vdor bakterij v notranjost telesa. Povrhnjica se prehranjuje z difuzijo. Hrana prehaja od usnjice v povrhnjico, saj povrhnjica ne vsebuje žil (ni prekrvavljena).

### Usnjica
Usnjica (ali dermis) je najmočnejša plast kože, saj je lahko debela nekaj milimetrov. Zgrajena je iz čvrstega in elastičnega veziva, zaradi katerega je koža hkrati čvrsta in prožna. Usnjica vsebuje tudi bogat preplet krvnih žil in mezgovnic. V prepletih je lahko shranjena večja količina krvi, zato je koža pomembna za uravnavanje telesne temperature. V tej plasti so tudi številne žleze znojnice in lojnice, lasje in dlake, živci in čutilna telesca, ki posredujejo občutke toplote, mraza in mehanskega pritiska. Z njimi spoznavamo nekatere fizikalne lastnosti predmetov.
Lasje in dlake nastajajo iz vrhnjice, ki tvori v usnjico segajočo cevko, lasni mešiček. Na njegovem dnu je odebeljena lasna čebulica, v katero se vgreza papila z žilami in živci. Iz čebulice zraste lasni koren, ki proti površini kože prehaja v lasno steblo. V lasni mešiček vodi izvodilo žleze lojnice, ki s svojim izločkom masti lase. Zaradi loja so lasje mehki, varuje pa jih tudi, da ne postanejo suhi in krhki. Ob lasu oziroma dlaki je gladka mišica (mišica naježevalka), ki pri krčenju ježi lase oziroma dlake.
V usnjici so tudi žleze znojnice, ki na površino kože izločajo znoj. So povsod v koži, vendar so najštevilnejše na čelu, v pazduhi, na dlaneh in podplatih. Znoj je po kemični sestavi podoben krvni plazmi. Poleg vode in soli vsebuje še sečnino in sečno kislino ter maščobne kisline, zaradi katerih je značilnega vonja. Zato kožo prištevamo med pomožna izločala. Znojenje je pomembno zlasti pri uravnavanju telesne temperature.

#### Čutilna telesca
V usnjici so čutilna telesca, iz katerih izhajajo senzibilna (čutilna) živčna vlakna, ki vzburjenja prevajajo v možgansko skorjo. Najpomembnejša telesca v koži so: Pacinijeva telesca, ki so ovalne oblike in ležijo globlje v usnjici. Občutljiva so predvsem za pritisk. Meissnerjeva telesca so tudi ovalne oblike, toda manjša od prejšnjih. So tik pod povrhnjico in posredujejo občutke mehanskega pritiska in dotika. Krausejeva telesca so podobna Pacinijevim in posredujejo občutke mraza. Prosti živčni končiči, ki segajo v bradavičaste izrastke (papile) in vrhnjico, pa posredujejo občutke bolečine in temperature.

### Podkožje
Podkožje (ali hipodermis) je globoka plast pod usnjico. Sestavlja ga rahlo vezivo in več ali manj maščobe, ki preprečuje oddajanje toplote in tudi varuje globlje ležeče organe pred mehanskimi vplivi (udarci...).

## Funkcije organa
Koža opravlja naslednje funkcije:
1. Zaščita: je prva ovira pred patogen, je mejnik doživljanja telesne celovitosti, v smislu naravnega doživljanja okolja je meja med zunanjo in notranjo zaščito.[2][3]
2. Čutilo: sestavljena je iz različnih živčnih celic ki zaznajo s tipalom toplo in hladno, otip, pritisk, vibriranje, in [[tkivno] poškodbo.
3. Regulacija temperature: Znojna (potenje) žleza in uravnavanje krvnega pretoka skrbi za prilagajanje zunanji temperaturi in uravnavanju telesnih funkcij. V ekstremnim hladnih razmerah se srčni utrip opazno zmanjša, gibanje se umiri, koža se naježi, kar pomaga pri pretoku kisika v telo, telesne dlake pa se dvignejo in tako lahko ob večji dlakavosti zagotovijo več toplote.
4. Nadzor izhlapevanja vode skozi kožo: koža se zapre, ob žeji se telo preventivno usmeri proti dehidraciji.[3]
5. Skladiščenje, usmerjanje energijske zaloge lipidov in vode
6. Koža diha: Kisik, Dušik in ogljikov dioksid se lahko v majhnih količinah priključijo v povrhnjico; nekatere živali uporabijo kožo kot njihov edini respirativni organ. Pri ljudeh koža z dihanjem oskrbi manj kot pol milimetra globine kože.)[4] Nekatera zdravila se lahko vnesejo v telo preko kože.
7. Vodoodpornost. Koža vsebuje svoje olje, svojo zaščito, ki v raznovrstnih okoljih skrbi za omejevanje pretoka vode preko kože v telo, pa tudi omejuje izhlapevanje vode pri izpostavitvi telesa visoki temperaturi. Raznolika okolja, raznolike silnice vplivajo tudi na odpornost kože. Koža tako potrebuje različna hranila, suha koža zaradi miljenja in dehidracije lahko pripelje do pretirane proizvodnje olja na kožo. Sama voda ne bo izničila naravne mastnosti kože, a poškodba povrhnjice lahko povzročijo zmedo.[5]
8. Kamuflaža, Koža, luske, dlake, lasje, so večinoma uporabne za primerno obarvanje in vzorčenje, ki pomaga pri izginjanju živali ali ljudem, da izginejo v okolju izpred plenilcev ali prikrijejo plen pred drugimi. Kri na drugi strani velja za opozorilno barvo. [6]

### Mehanika
Koža je mehko tkivo. Značilno je, da se koža zna prenapeti zaradi okolja, ki ne terja visokega stresa in visoke frekvence obnavljanja. V primeru ran ali poškodb kože se koža zna krčiti. Koža z veliko hrane terja visoko izrabo in aktivno življenje za vnovično napetost. 